# Belinea
Die Brunen IT Service GmbH (ehemals Belinea GmbH) mit Sitz Wittmund nahm am 1. Oktober 2008 als eigenständiges Unternehmen ihren Betrieb auf und ist Hersteller von Notebooks, Netbooks, Monitoren und Personalcomputern. 
Von etwa 1991 bis 2008 war Belinea die Marke für Monitore und Notebooks der Maxdata AG. Die Monitore unter dem Namen Belinea waren lange Jahre Marktführer in Deutschland (lt. GFK-Studie 06). Im Jahr 2008 meldete Maxdata jedoch Insolvenz an und wurde infolgedessen zerschlagen. 
Die deutsche Brunen IT Group erwarb daraufhin die Markenrechte am Namen Belinea und gründete eine eigene Tochtergesellschaft, die Belinea GmbH, die weiterhin Produkte unter dem Namen Belinea entwickelte. Nach der Übernahme durch Brunen IT wurden unter dem Namen Belinea weiterhin Notebooks, PCs und Bildschirme vertrieben. Seit der Übernahme ließ man jedoch nur noch Notebooks und PCs selbst (bei bluechip Computer und Casarus) fertigen, Bildschirme wurden seitdem von einem Lizenznehmer hergestellt. Im Geschäftsjahr 2009/2010 wurde die Belinea GmbH in ECT GmbH umbenannt.
Die Brunen IT Group wurde ihrerseits im Oktober 2010 vom PC-Hersteller bluechip Computer aus Thüringen übernommen, bei dem zuvor bereits Notebooks und PCs der Marke Belinea gefertigt wurden.
Die Brunen IT verwendet die Marke ONE.de und vertreibt ihre Produkte direkt über das Internet, die über Distributoren vertriebene Marke Belinea steht deshalb zum Verkauf. Mit dieser Erfahrung ist ONE.de einer der führenden Herstellern im PC- und Notebook-Bereich geworden.